# Campionato del mondo rally 1985
Il campionato del mondo rally 1985 è la 13ª edizione del campionato del mondo rally organizzato dalla Federazione Internazionale dell'Automobile.

## La stagione
Iniziata come al solito con il Rally di Montecarlo e terminata con il Rally RAC, la stagione ha visto vincitore Timo Salonen alla guida di una Peugeot 205 Turbo 16. La classifica costruttori è stata capeggiata dalla casa automobilistica francese Peugeot Sport.

## Risultati
| #  | Rally                                                         | Tappe                          | # | Pilota           | Copilota                | Auto                     | Tempo     |
| -- | ------------------------------------------------------------- | ------------------------------ | - | ---------------- | ----------------------- | ------------------------ | --------- |
| 1  | 53° Rallye Automobile de Monte Carlo (26 gennaio-1º febbraio) | 34 tappe 852 km Asfalto        | 1 | Ari Vatanen      | Terry Harryman          | Peugeot 205 Turbo 16     | 10:20:49  |
| 1  | 53° Rallye Automobile de Monte Carlo (26 gennaio-1º febbraio) | 34 tappe 852 km Asfalto        | 2 | Walter Röhrl     | Christian Geistdörfer   | Audi Sport quattro S1    | 10:26:06  |
| 1  | 53° Rallye Automobile de Monte Carlo (26 gennaio-1º febbraio) | 34 tappe 852 km Asfalto        | 3 | Timo Salonen     | Seppo Harjanne          | Peugeot 205 Turbo 16     | 10:30:54  |
|    |                                                               |                                |   |                  |                         |                          |           |
| 2  | 35° International Swedish Rally (15-17 febbraio)              | 29 prove 505 km Neve/Ghiaccio  | 1 | Ari Vatanen      | Terry Harryman          | Peugeot 205 Turbo 16     | 4:38:49   |
| 2  | 35° International Swedish Rally (15-17 febbraio)              | 29 prove 505 km Neve/Ghiaccio  | 2 | Stig Blomqvist   | Björn Cederberg         | Audi Sport quattro S1    | 4:40:38   |
| 2  | 35° International Swedish Rally (15-17 febbraio)              | 29 prove 505 km Neve/Ghiaccio  | 3 | Timo Salonen     | Seppo Harjanne          | Peugeot 205 Turbo 16     | 4:42:15   |
|    |                                                               |                                |   |                  |                         |                          |           |
| 3  | 15º Rallye de Portugal Vinho do Porto (6-9 marzo)             | 47 prove 733 km Ghiaia/Asfalto | 1 | Timo Salonen     | Seppo Harjanne          | Peugeot 205 Turbo 16     | 8:07.25   |
| 3  | 15º Rallye de Portugal Vinho do Porto (6-9 marzo)             | 47 prove 733 km Ghiaia/Asfalto | 2 | Miki Biasion     | Tiziano Siviero         | Lancia Rally 037         | 8:12:12   |
| 3  | 15º Rallye de Portugal Vinho do Porto (6-9 marzo)             | 47 prove 733 km Ghiaia/Asfalto | 3 | Walter Röhrl     | Christian Geistdörfer   | Audi Sport quattro S1    | 8:13:23   |
|    |                                                               |                                |   |                  |                         |                          |           |
| 4  | 33° Marlboro Safari Rally (4 -8 aprile)                       | 88 controlli 5167.6 km Terra   | 1 | Juha Kankkunen   | Fred Gallagher          | Toyota Celica TCT        | +5:18 pen |
| 4  | 33° Marlboro Safari Rally (4 -8 aprile)                       | 88 controlli 5167.6 km Terra   | 2 | Björn Waldegård  | Hans Thorszelius        | Toyota Celica TCT        | +5:52 pen |
| 4  | 33° Marlboro Safari Rally (4 -8 aprile)                       | 88 controlli 5167.6 km Terra   | 3 | Mike Kirkland    | Anton Levitan           | Nissan 240 RS            | +6:01 pen |
|    |                                                               |                                |   |                  |                         |                          |           |
| 5  | 29º Tour De Corse (2 maggio-4 maggio)                         | 30 prove 1078 km Asfalto       | 1 | Jean Ragnotti    | Pierre Thimonier        | Renault 5 Maxi Turbo     | 12:54:15  |
| 5  | 29º Tour De Corse (2 maggio-4 maggio)                         | 30 prove 1078 km Asfalto       | 2 | Bruno Saby       | Jean-François Fauchille | Peugeot 205 Turbo 16 E2  | 13:06:47  |
| 5  | 29º Tour De Corse (2 maggio-4 maggio)                         | 30 prove 1078 km Asfalto       | 3 | Bernard Béguin   | Jean-Jacques Lenne      | Porsche 911 SC RS        | 13:20:04  |
|    |                                                               |                                |   |                  |                         |                          |           |
| 6  | 32° Acropolis Rally (27-30 maggio)                            | 47 prove 807.8 km Ghiaia       | 1 | Timo Salonen     | Seppo Harjanne          | Peugeot 205 Turbo 16 E2  | 10:20:19  |
| 6  | 32° Acropolis Rally (27-30 maggio)                            | 47 prove 807.8 km Ghiaia       | 2 | Stig Blomqvist   | Björn Cederberg         | Audi Sport quattro S1    | 10:24:34  |
| 6  | 32° Acropolis Rally (27-30 maggio)                            | 47 prove 807.8 km Ghiaia       | 3 | Ingvar Carlsson  | Benny Melander          | Mazda RX-7               | 11:08:25  |
|    |                                                               |                                |   |                  |                         |                          |           |
| 7  | 15° AWA Clarion Rally of New Zealand (29 giugno-2 luglio)     | 46 prove 894 km Ghiaia         | 1 | Timo Salonen     | Seppo Harjanne          | Peugeot 205 Turbo 16 E2  | 8:29:16   |
| 7  | 15° AWA Clarion Rally of New Zealand (29 giugno-2 luglio)     | 46 prove 894 km Ghiaia         | 2 | Ari Vatanen      | Terry Harryman          | Peugeot 205 Turbo 16 E2  | 8:30:33   |
| 7  | 15° AWA Clarion Rally of New Zealand (29 giugno-2 luglio)     | 46 prove 894 km Ghiaia         | 3 | Walter Röhrl     | Christian Geistdörfer   | Audi Sport quattro S1    | 8:31:42   |
|    |                                                               |                                |   |                  |                         |                          |           |
| 8  | 5º Marlboro Rally d'Argentina (31 luglio-3 agosto)            | 23 prove 959 km Ghiaia         | 1 | Timo Salonen     | Seppo Harjanne          | Peugeot 205 Turbo 16 E2  | 10:04:33  |
| 8  | 5º Marlboro Rally d'Argentina (31 luglio-3 agosto)            | 23 prove 959 km Ghiaia         | 2 | Wilfred Wiedner  | Franz Zehetner          | Audi quattro A2          | 10:18:29  |
| 8  | 5º Marlboro Rally d'Argentina (31 luglio-3 agosto)            | 23 prove 959 km Ghiaia         | 3 | Carlos Reutemann | Jean-François Fauchille | Peugeot 205 Turbo 16 E2  | 10:35:47  |
|    |                                                               |                                |   |                  |                         |                          |           |
| 9  | 35° Rally dei 1000 Laghi (23 - 25 agosto)                     | 50 prove 479 km Ghiaia         | 1 | Timo Salonen     | Seppo Harjanne          | Peugeot 205 Turbo 16 E2  | 4:10:35   |
| 9  | 35° Rally dei 1000 Laghi (23 - 25 agosto)                     | 50 prove 479 km Ghiaia         | 2 | Stig Blomqvist   | Björn Cederberg         | Audi Sport quattro S1 E2 | 4:11:23   |
| 9  | 35° Rally dei 1000 Laghi (23 - 25 agosto)                     | 50 prove 479 km Ghiaia         | 3 | Markku Alén      | Ilkka Kivimäki          | Lancia Rally 037         | 4:14:14   |
|    |                                                               |                                |   |                  |                         |                          |           |
| 10 | 27º Rally di Sanremo (29 settembre-4 ottobre)                 | 45 prove 650 km Ghiaia/Asfalto | 1 | Walter Röhrl     | Christian Geistdörfer   | Audi Sport quattro S1 E2 | 7:10:10   |
| 10 | 27º Rally di Sanremo (29 settembre-4 ottobre)                 | 45 prove 650 km Ghiaia/Asfalto | 2 | Timo Salonen     | Seppo Harjanne          | Peugeot 205 Turbo 16 E2  | 7:16:39   |
| 10 | 27º Rally di Sanremo (29 settembre-4 ottobre)                 | 45 prove 650 km Ghiaia/Asfalto | 3 | Henri Toivonen   | Juha Piironen           | Lancia Rally 037         | 7:18:02   |
|    |                                                               |                                |   |                  |                         |                          |           |
| 11 | 17° Rally della Costa d'Avorio (30 ottobre-3 novembre)        | 63 controlli 4187 km Ghiaia    | 1 | Juha Kankkunen   | Fred Gallagher          | Toyota Celica TCT        | +4:46 pen |
| 11 | 17° Rally della Costa d'Avorio (30 ottobre-3 novembre)        | 63 controlli 4187 km Ghiaia    | 2 | Björn Waldegård  | Hans Thorszelius        | Toyota Celica TCT        | +4:46 pen |
| 11 | 17° Rally della Costa d'Avorio (30 ottobre-3 novembre)        | 63 controlli 4187 km Ghiaia    | 3 | Alain Ambrosino  | Daniel Le Saux          | Nissan 240 RS            | +6:19 pen |
|    |                                                               |                                |   |                  |                         |                          |           |
| 12 | 34° Lombard RAC Rally (24-28 novembre)                        | 63 tappe 880 km Ghiaia/Asfalto | 1 | Henri Toivonen   | Neil Wilson             | Lancia Delta S4          | 9:32.05   |
| 12 | 34° Lombard RAC Rally (24-28 novembre)                        | 63 tappe 880 km Ghiaia/Asfalto | 2 | Markku Alén      | Ilkka Kivimäki          | Lancia Delta S4          | 9:33.01   |
| 12 | 34° Lombard RAC Rally (24-28 novembre)                        | 63 tappe 880 km Ghiaia/Asfalto | 3 | Tony Pond        | Rob Arthur              | MG Metro 6R4             | 9:34.32   |

## Classifiche

### Costruttori
| #  | Scuderia     | Rally | Rally | Rally | Rally | Rally | Rally | Rally | Rally | Rally | Rally | Rally | Tot. |
| -- | ------------ | ----- | ----- | ----- | ----- | ----- | ----- | ----- | ----- | ----- | ----- | ----- | ---- |
|    |              | MON   | POR   | KEN   | FRA   | GRC   | NZL   | ARG   | FIN   | ITA   | GBR   | altre |      |
| 1  | Peugeot      | 18    | 18    | 18    | (6)   | (16)  | 18    | 18    | 18    | 18    | 16    | -     | 142  |
| 2  | Audi         | 16    | 16    | 14    | -     | -     | 16    | 14    | 16    | 16    | 18    | (12)  | 126  |
| 3  | Lancia       | 8     | -     | 16    | -     | -     | -     | -     | -     | 14    | 14    | 18    | 70   |
| 4  | Nissan Motor | -     | -     | 4     | 14    | -     | 12    | 8     | 12    | -     | -     | 6     | 56   |
| 5  | Toyota       | -     | -     | 10    | 18    | -     | -     | -     | -     | 6     | -     | 10    | 24   |
| 6  | Renault      | 6     | -     | -     | -     | 18    | -     | -     | 14    | -     | -     | -     | 38   |
| 7  | Volkswagen   | -     | -     | -     | -     | -     | 10    | -     | -     | 9     | 10    | -     | 29   |
| 8  | Opel         | -     | 4     | -     | 12    | -     | -     | -     | -     | -     | 1     | 8     | 25   |
| 9  | Porsche      | -     | -     | -     | -     | 14    | 10    | -     | -     | -     | -     | -     | 24   |
| 10 | Mazda        | -     | 6     | -     | -     | -     | 14    | -     | -     | -     | -     | 2     | 22   |
| 11 | Ford         | -     | -     | 8     | -     | -     | -     | 6     | 7     | -     | -     | -     | 21   |
| 12 | Subaru       | -     | -     | -     | 9     | -     | -     | 11    | -     | -     | -     | -     | 20   |
| 13 | Alfa Romeo   | -     | -     | -     | -     | 14    | -     | -     | -     | -     | -     | -     | 14   |
| "  | Austin Rover | -     | -     | -     | -     | -     | -     | -     | -     | -     | -     | 14    | 14   |
| 15 | BMW          | -     | -     | -     | -     | 9     | -     | -     | -     | -     | -     | -     | 9    |
| "  | Chevrolet    | -     | -     | -     | -     | -     | -     | -     | 9     | -     | -     | -     | 9    |
| 17 | Talbot       | -     | -     | -     | -     | 8     | -     | -     | -     | -     | -     | -     | 8    |
| 18 | Citroën      | 4     | -     | -     | -     | -     | -     | -     | -     | -     | -     | -     | 4    |

### Piloti
| #  | Pilota          | Rally | Rally | Rally | Rally | Rally | Rally | Rally | Rally | Rally | Rally | Rally | Rally | Tot. |
| -- | --------------- | ----- | ----- | ----- | ----- | ----- | ----- | ----- | ----- | ----- | ----- | ----- | ----- | ---- |
|    |                 | MON   | SWE   | POR   | KEN   | FRA   | GRC   | NZL   | ARG   | FIN   | ITA   | CIV   | GBR   |      |
| 1  | Timo Salonen    | (12)  | 12    | 20    | (4)   | -     | 20    | 20    | 20    | 20    | 15    | -     | -     | 127  |
| 2  | Stig Blomqvist  | 10    | 15    | 10    | -     | -     | 15    | 10    | -     | 15    | -     | -     | -     | 75   |
| 3  | Walter Röhrl    | 15    | -     | 12    | -     | -     | -     | 12    | -     | -     | 20    | -     | -     | 59   |
| 4  | Ari Vatanen     | 20    | 20    | -     | -     | -     | -     | 15    | -     | -     | -     | -     | -     | 55   |
| 5  | Juha Kankkunen  | -     | -     | -     | 20    | -     | -     | -     | -     | -     | -     | 20    | 8     | 48   |
| 6  | Henri Toivonen  | 6     | -     | -     | -     | -     | -     | -     | -     | 10    | 12    | -     | 20    | 48   |
| 7  | Markku Alén     | -     | -     | -     | -     | -     | -     | -     | -     | 12    | 10    | -     | 15    | 37   |
| 8  | Björn Waldegård | -     | -     | -     | 15    | -     | -     | -     | -     | 4     | -     | 15    | -     | 34   |
| 9  | Mike Kirkland   | -     | -     | -     | 12    | -     | 4     | -     | -     | -     | -     | 10    | -     | 26   |
| 10 | Per Eklund      | -     | 8     | -     | -     | -     | -     | -     | -     | 6     | -     | -     | 10    | 22   |
| 11 | Bruno Saby      | 8     | -     | -     | -     | 15    | -     | -     | -     | -     | -     | -     | -     | 23   |
| 12 | Miki Biasion    | 2     | -     | 15    | -     | -     | -     | -     | -     | -     | 6     | -     | -     | 23   |
| 13 | Jean Ragnotti   | -     | -     | -     | -     | 20    | -     | -     | -     | -     | -     | -     | -     | 20   |
| 14 | Shekhar Mehta   | -     | -     | -     | -     | -     | 10    | -     | 10    | -     | -     | -     | -     | 20   |
| 15 | Alain Ambrosino | -     | -     | -     | 6     | -     | -     | -     | -     | -     | -     | 12    | -     | 18   |

## Dislocazione eventi
|         |        |               |                  |
| Asfalto | Ghiaia | Neve/Ghiaccio | Superficie mista |